# Centroplacaceae
Centroplacaceae — родина квіткових рослин порядку Malpighiales, яка визнана системою класифікації APG III. Родина включає два роди: Bhesa, який раніше був визнаний в Celastraceae, і Centroplacus, який раніше був визнаний в Euphorbiaceae, разом охоплюючи шість видів. Група філогенії покритонасінних визначила, що на основі попереднього філогенетичного аналізу ці два роди утворили ізольовану кладу, і визнання родини було «розумним».